# Мілаш (Іран)
Мілаш (перс. ميلاش) — село в Ірані, у дегестані Ешкевар-е-Софлі, у бахші Рахімабад, шагрестані Рудсар остану Ґілян. За даними перепису 2006 року, його населення становило 110 осіб, що проживали у складі 31 сім'ї.

## Клімат
Середня річна температура становить 13,50 °C, середня максимальна – 27,74 °C, а середня мінімальна – -1,10 °C. Середня річна кількість опадів – 755 мм.
| Клімат поселення                              | Клімат поселення | Клімат поселення | Клімат поселення | Клімат поселення | Клімат поселення | Клімат поселення | Клімат поселення | Клімат поселення | Клімат поселення | Клімат поселення | Клімат поселення | Клімат поселення | Клімат поселення |
| Показник                                      | Січ.             | Лют.             | Бер.             | Квіт.            | Трав.            | Черв.            | Лип.             | Серп.            | Вер.             | Жовт.            | Лист.            | Груд.            |                  |
| Середній максимум, °C                         | 10,88            | 10,41            | 11,83            | 16,97            | 21,42            | 26,23            | 27,74            | 27,60            | 23,48            | 20,23            | 15,26            | 11,04            |                  |
| Середня температура, °C                       | 5,12             | 4,66             | 6,09             | 11,22            | 15,67            | 20,46            | 23,33            | 23,18            | 19,08            | 15,80            | 10,85            | 6,62             |                  |
| Середній мінімум, °C                          | −0,64            | −1,1             | 0,31             | 5,46             | 9,90             | 14,71            | 18,90            | 18,76            | 14,66            | 11,39            | 6,42             | 2,20             |                  |
| Норма опадів, мм                              | 66               | 61               | 77               | 50               | 43               | 26               | 24               | 32               | 68               | 120              | 100              | 88               |                  |
| Середньомісячна швидкість вітру, м/с          | 2.20             | 2.50             | 2.58             | 2.59             | 2.29             | 2.06             | 2.35             | 2.15             | 1.97             | 2.00             | 2.11             | 2.16             |                  |
| Середньомісячна сонячна радіація, кДж/м²·день | 7480             | 9642             | 11703            | 15848            | 19617            | 21448            | 21954            | 19000            | 15711            | 11409            | 9039             | 7134             |                  |
| --------------------------------------------- | ---------------- | ---------------- | ---------------- | ---------------- | ---------------- | ---------------- | ---------------- | ---------------- | ---------------- | ---------------- | ---------------- | ---------------- | ---------------- |
| Джерело:                                      |                  |                  |                  |                  |                  |                  |                  |                  |                  |                  |                  |                  |                  |